# Cher (альбом)
Cher — девятнадцатый студийный альбом американской певицы и актрисы Шер, выпущенный 10 ноября 1987 года на лейбле Geffen Records.

## Об альбоме
Спустя пять лет после выхода последнего альбома Шер I Paralyze и её решения сосредоточиться на кинокарьере, артистка подписала контракт с лейблом Geffen Records (который позже поглотил один из её бывших лейблов, MCA Records) и в скором времени отправилась в студию, чтобы записать то, что станет её новым альбомом. Одноимённый альбом Шер был выпущен осенью 1987 года. Пластинка была спродюсирована Майклом Болтоном, Джоном Бон Джови, Ричи Самбора и Desmond Child. Среди известных приглашённых артистов, Бонни Тайлер и Дарлин Лав, чьи голоса можно услышать в песне «Perfection».
После серии поп и диско записей, Шер перешла к благоприятному для радио року, который помог ей вернуться в чарты. Альбом включает в себя новую версию хита «Bang Bang (My Baby Shot Me Down)», песню Майкла Болтона «I Found Someone» (изначально написанную и записанную Лорой Брэниган), несколько песен, написанных Desmond Child и две песни, написанные Дайан Уоррен, которая продолжит писать ещё много песен для певицы. Также в альбом вошла композиция «Hard Enough Getting Over You» написанная при участии самой Шер.
Альбом достиг #26 в британском альбомном чарте и #32 в чарте Billboard 200. Первым синглом с альбома была песня «I Found Someone», которая достигла #5 в Великобритании и #10 в США. Второй сингл «We All Sleep Alone» достиг #14 в чарте Billboard Hot 100 и оказался рядом с 10-кой лучших песен в чарте Hot Adult Contemporary Tracks — #11. Он был менее успешен в Великобритании, достигнув только #47. Другие синглы «Skin Deep», «Bang Bang» и «Main Man» были выпущены как промо только в Северной Америке.

## Продвижение
Альбом был представлен на Saturday Night Live, где Шер исполнила «I Found Someone» и «We All Sleep Alone», а также на Late Show with David Letterman, исполнив «I Found Someone» и «I Got You Babe». Позже это выступление будет выпущено на видеокассете, кроме того это её последнее выступление с её бывшим мужем Сонни Боно до его смерти. Также альбом продвигался на британском телевидении.

## Список композиций
| №   | Название                                               | Автор(ы)                                     | Длительность |
| --- | ------------------------------------------------------ | -------------------------------------------- | ------------ |
| 1.  | «I Found Someone»                                      | Майкл Болтон, Mark Mangold                   | 3:42         |
| 2.  | «We All Sleep Alone»                                   | Дезмонд Чайлд, Джон Бон Джови, Ричи Самбора  | 3:53         |
| 3.  | «Bang Bang» (1987 version)                             | Сонни Боно                                   | 3:51         |
| 4.  | «Main Man»                                             | Чайлд                                        | 3:48         |
| 5.  | «Give Our Love a Fightin' Chance»                      | Чайлд, Дайан Уоррен                          | 4:06         |
| 6.  | «Perfection» (featuring Bonnie Tyler and Darlene Love) | Чайлд, Уоррен                                | 4:28         |
| 7.  | «Dangerous Times»                                      | Roger Bruno, Susan Pomerantz, Ellen Schwartz | 3:01         |
| 8.  | «Skin Deep»                                            | Джон Линд, Mark Goldenberg                   | 4:16         |
| 9.  | «Working Girl»                                         | Чайлд, Болштон                               | 3:57         |
| 10. | «Hard Enough Getting Over You»                         | Болтон, Дуг Джеймс, Шер                      | 3:48         |

Дополнительные примечания
- Песня «I Found Someone» первоначально была записана Лорой Брэниган и появилась на её альбоме Hold Me (1985).
- Предварительно, песня «Bang Bang» была записана Шер для её второго студийного альбома The Sonny Side of Chér в 1966 году.

## Сертификации, чарты и продажи
| Чарт                        | Место |
| --------------------------- | ----- |
| Australian Albums Chart     | 26    |
| Canadian Albums Chart       | 39    |
| Swedish Album Chart         | 44    |
| UK Albums Chart             | 26    |
| United States Billboard 200 | 32    |

| Чарт             | Место |
| ---------------- | ----- |
| US Billboard 200 | 67    |

| Страна/Территория    | Сертификация | Количество продаж |
| -------------------- | ------------ | ----------------- |
| Австралия (ARIA)     | Платиновый   | 70,000            |
| Великобритания (BPI) | Золотой      | 100,000           |
| США (RIAA)           | Платиновый   | 1.000,000         |